# け
け、ケは、日本語の音節のひとつであり、仮名のひとつである。1モーラを形成する。五十音図において第2行第4段（か行え段）に位置する。清音の他、濁音（げ、ゲ）を持つ。また、話し手によっては、文節のはじめ以外で、子音が鼻音化した鼻濁音を用いる。鼻濁音は濁音と意味上の差異はない。

## 概要

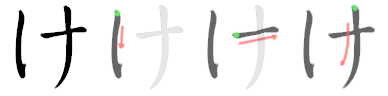
「け」の筆順

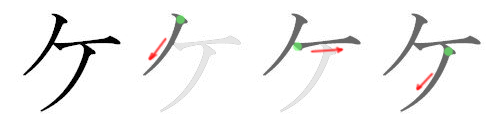
「ケ」の筆順

- 現代標準語の音韻: 1子音と1母音「え」から成る音[ke]。口蓋化して[kje]のように発音されることもある。子音は、次の通り。
  - 清音 「け」: 舌の後部を口蓋の奥の部分（軟口蓋）に押しあて一旦閉鎖した上で破裂させることで発する。無声。
  - 濁音 「げ」: 舌の後部を口蓋の奥の部分（軟口蓋）に押しあて一旦閉鎖した上で破裂させることで発する。有声。
  - 鼻濁音 「け゚」: 鼻に音を抜きながら、舌の後部を口蓋の奥の部分（軟口蓋）に押しあて一旦閉鎖した上で破裂させることで発する。有声。
  - 「き」と同様に口蓋化する（調音点が硬口蓋に近づく）こともある。
- 五十音順: 第9位。
- いろは順: 第31位。「ま」の次。「ふ」の前。
- 平仮名「け」の字形: 「計」の草体
- 片仮名「ケ」の字形: 「介」の部分。「个」の変形とする説もある。
- ローマ字
  - け: ke
  - げ: ge
- 点字:
- 通話表: 「景色のケ」
- モールス信号: －・－－
- 手旗信号：7→3

- 発音： け[ヘルプ/ファイル]

## け に関わる諸事項
- 「ケ」に字形の類似する文字「ヶ」についてはヶの項を参照。「ヶ」は「が」と読むが、「ケ」を「が」と読むのに用いることもある[1]（市ケ谷駅、千駄ケ谷駅、柳ケ浦駅、自由ケ丘高等学校など）。
- 民俗学の分野などで用いられる「ケ」については、ハレとケを参照。
- 鉄道車両の記号「ケ」は、
  - 検重車を表す。
  - 国鉄の軽便鉄道で使用されていた機関車を表す。
  - 茨城交通所属の車両のうちディーゼル機関車を表す。
- 1975年にニッチモ＆サッチモ…＋がシングルレコードで発売した楽曲「ケのうた」[2]は、鹿児島弁での「ケ」の用法を取り上げたコミックソング。
- 関東地方などの方言で、「っけ」が過去の詠嘆の文末詞に用いられる。東京では「言ったっけか」や「そうだっけ」のように「た」と「だ」の後にのみ用いられる。古語「けり」の転。
- 北陸地方など日本各地の方言で、「け」が「〜したけ?」のように疑問の文末詞に用いられる。「かい」または「かえ」の転。